# Літературно-меморіальний музей Панаса Мирного
Літературно-меморіальний музей Панаса Мирного — садиба-музей класика української літератури Панаса Яковича Рудченка, більш відомого світові під своїм творчим псевдонімом Панас Мирний. Розташована на затишній околиці Полтави. За кількістю особистих, меморіальних речей господаря садиба-музей Панаса Мирного — найбагатший літературний музей України.

## Передісторія
Музей міститься в одноповерховому дерев'яному побіленому будиночку, що ховається за тополями та бузком. Цю садибу Панас Мирний придбав на тодішній 3-й Кобищанській вулиці, нині названій його іменем, у березні 1903-го і прожив тут 17 останніх років життя, створивши в цьому ошатному будиночку чималу частину свого письменницького доробку, ходячи звідси до центру міста на службу в казенну палату і померши тут на 70-му році життя — 28 січня 1920 року.
Панас Мирний брав участь у відкритті пам'ятника І. П. Котляревському, у святкуванні щорічних шевченківських ювілеїв, у випуску часопису «Рідний край», заснував дитяче видавниче товариство «Зірка».
Оселя Панаса Мирного пам'ятає голоси Лесі Українки й Олени Пчілки, Михайла Коцюбинського і Василя Стефаника, Гната Хоткевича і Володимира Самійленка, клавішів фортепіано торкалися руки Марії Заньковецької і Миколи Лисенка.

## Початковий етап
Музей розпочав роботу 1940 року. Понад 20 років музеєм завідував середній син письменника — Михайло Панасович Рудченко. 
На початку Німецько-радянської війни експонати було евакуйовано до Уфи, після повернення совєцької влади, у жовтні 1943 року, музей відновив свою роботу. 1951 року на подвір'ї садиби перед будинком встановлено пам'ятник Панасу Мирному — бронзове погруддя письменника на постаменті з лабрадориту (скульптор Олексій Олійник, архітектор Макар Вронський). 1962 року Михайло Панасович Рудченко передав державі будинок, меблі, всі особисті речі Панаса Мирного та членів його родини.
13 травня 1949 року, з нагоди 100-річчям з дня народження Панаса Мирного, на будинку встановлена біла мармурова меморіальна дошка (розміри 45х35) з написом: «В цьому будинку жив видатний український письменник, класик української літератури Панас Мирний (П. Я. Рудченко 1903—1920 р.)»

## Опис будинку
Будинок одноповерховий, дерев'яний, потинькований, під залізним дахом, на цегляному фундаменті.
Обмір будинку зовні: довжина 16,22 м, ширина 10,5 м, висота 3,30 м. Загальна площа будинку 173,85 м².
В будинку 8 кімнат: робочий кабінет (служив також спальнею письменника) — 12,86 м, передпокій — 9,28 м, їдальня — 19,21 м, вітальня — 45,94 м, дитяча кімната — 18,45 м, спальня дружини — 15,15 м, людська — 18,69 м, кухня (підвал — 29,37 м).

## Музей сьогодні

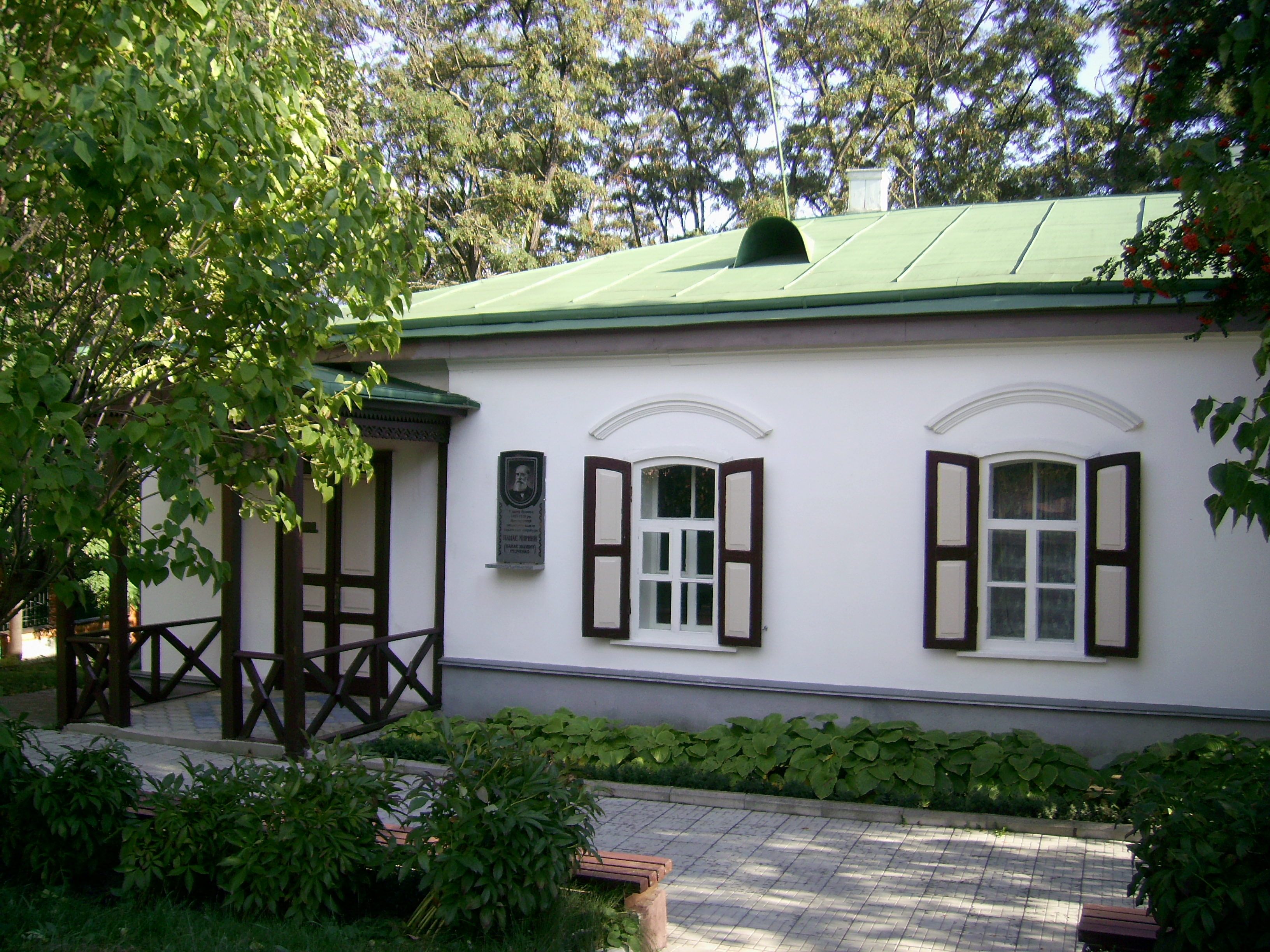
Вигляд зблизька

Садиба-музей Панаса Мирного — одна з найбагатших в Україні. Близько тисячі речей, книг, фотографій і документів розміщені в сімох кімнатах будинку письменника. У музеї зберігаються понад 150 рукописів Панаса Мирного та його брата Івана Білика, разом з яким написано великий роман «Хіба ревуть воли, як ясла повні?», понад 280 аркушів епістолярної спадщини письменника та його родини, першодруки творів Панаса Мирного, спогади про нього сучасників, частина архіву журналу «Рідний край». В 1976 році садибу оголошено пам'яткою садово-паркового мистецтва (див. «Парк на садибі Панаса Мирного»). З 1985 року в новому приміщенні розміщено літературну експозицію. Музей має науково-дослідний відділ, відділ фондів та допоміжні підрозділи: наукову бібліотеку і науковий архів.
Музей нагороджено дипломом лауреата І Всеукраїнського музейного фестивалю «Музей третього тисячоліття» та дипломом переможця конкурсу музейних фільмів у номінації «Експозиційний фільм» за фільм «Музей Панаса Мирного» (Дніпропетровськ, 2005 р.).

## Галерея

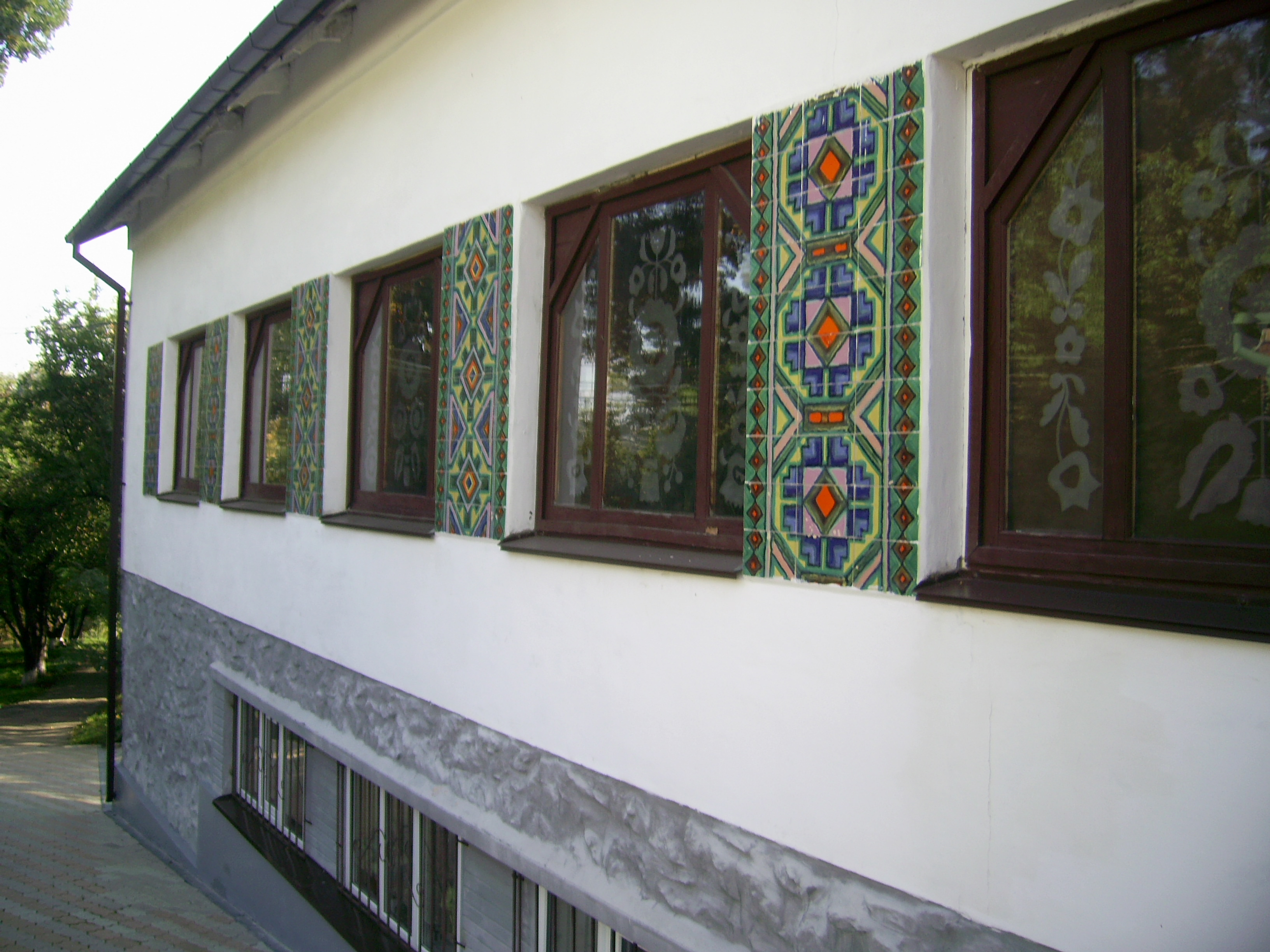
Будинок-музей Панаса Мирного
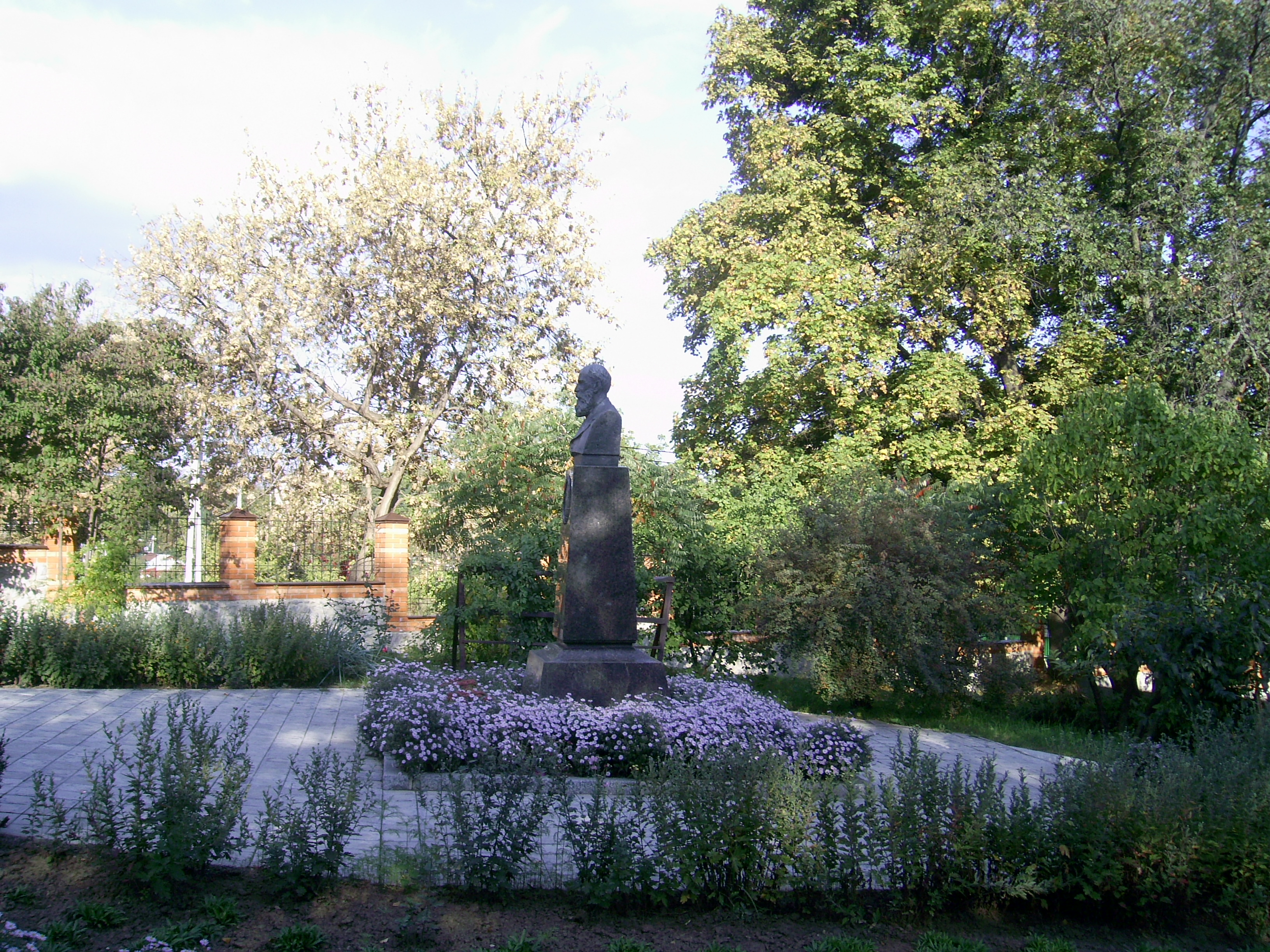
Погруддя Панаса Мирного
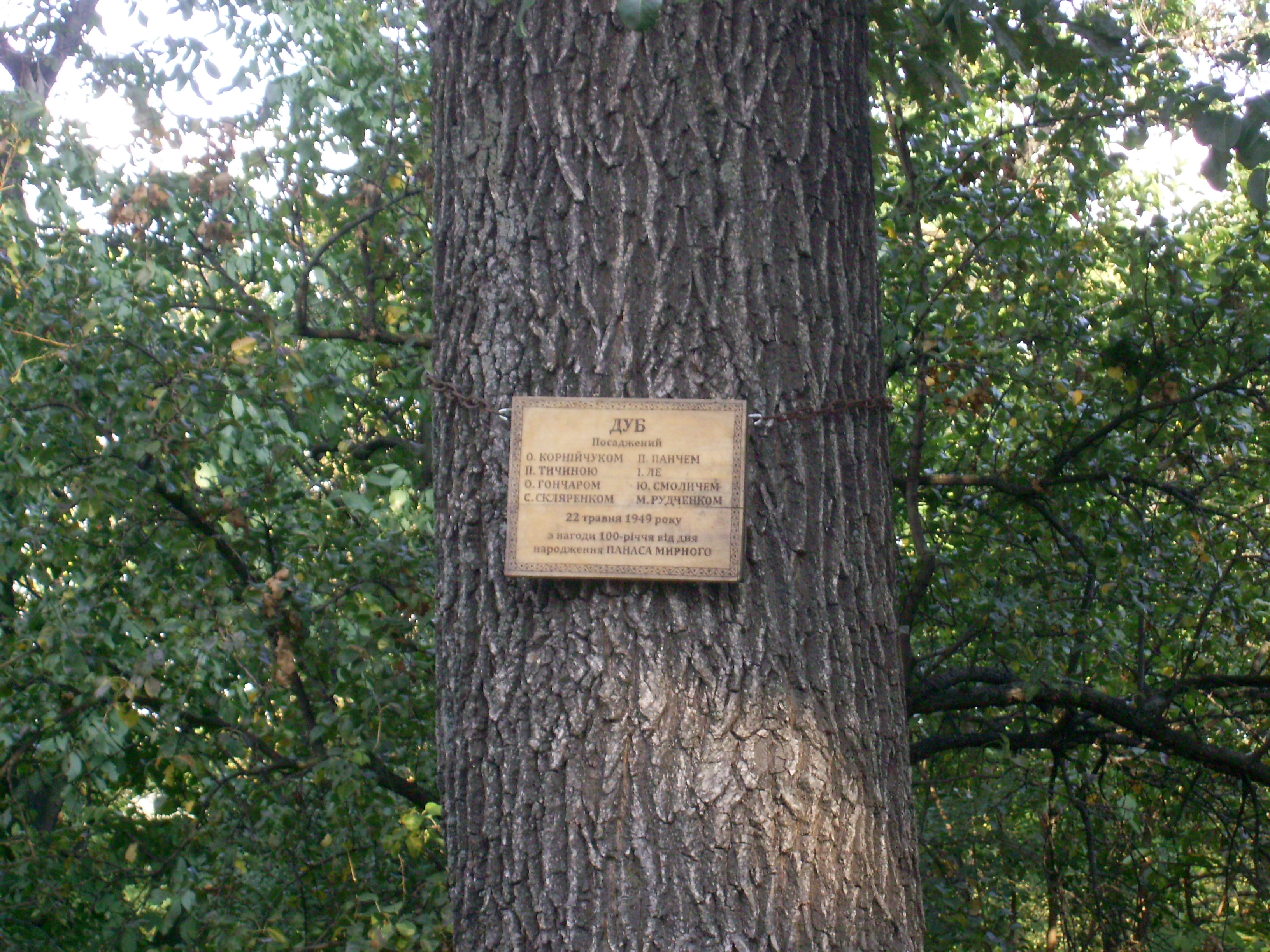
Дуб на території